# Weltmeisterschaften im Modernen Fünfkampf 2024
Die Weltmeisterschaften im Modernen Fünfkampf 2024 wurden vom 9. bis 16. Juni 2024 in Zhengzhou, Volksrepublik China ausgetragen.
Aufgrund des Russisch-Ukrainischen Krieges durften Athleten aus Russland und Belarus nur als Individuelle Neutrale Athleten starten.

## Ergebnisse

### Männer
| Disziplin  | Gold                                        | Silber                                             | Bronze                                          |
| ---------- | ------------------------------------------- | -------------------------------------------------- | ----------------------------------------------- |
| Einzel     | Csaba Bőhm                                  | Balázs Szép                                        | Jun Woong-tae                                   |
| Mannschaft | Ungarn Csaba Bőhm Bence Demeter Balázs Szép | Südkorea Jun Woong-tae Seo Chang-wan Kim Soeng-jin | Tschechien Martin Vlach Matěj Lukeš Marek Grycz |
| Staffel    | Jun Woong-tae / Seo Chang-wan               | Maksym Aharuschew / Oleksandr Towkaj               | Léo Bories / Ugo Fleurot                        |

### Frauen
| Disziplin  | Gold                                       | Silber                                           | Bronze                                            |
| ---------- | ------------------------------------------ | ------------------------------------------------ | ------------------------------------------------- |
| Einzel     | Seong Seung-min                            | Blanka Guzi                                      | Rita Erdős                                        |
| Mannschaft | Ungarn Blanka Bauer Rita Erdős Blanka Guzi | Südkorea Jang Ha-eun Kim Sun-woo Seong Seung-min | Mexiko Mariana Arceo Catherine Oliver Tamara Vega |
| Staffel    | Kim Sun-woo / Seong Seung-min              | Amira Kandil / Haydy Morsy                       | Sofía Cabrera / Sophia Hernández                  |

### Mixed
| Disziplin | Gold                        | Silber                          | Bronze                              |
| --------- | --------------------------- | ------------------------------- | ----------------------------------- |
| Staffel   | Seo Chang-wan / Kim Sun-woo | Mohamed El-Gendy / Malak Ismail | Titas Puronas / Elzbieta Adomaitytė |

## Medaillenspiegel
| Platz  | Land       | Gold | Silber | Bronze | Gesamt |
| ------ | ---------- | ---- | ------ | ------ | ------ |
| 1      | Südkorea   | 4    | 2      | 1      | 7      |
| 1      | Ungarn     | 3    | 2      | 1      | 6      |
| 3      | Ägypten    | –    | 2      | –      | 2      |
| 4      | Ukraine    | –    | 1      | –      | 1      |
| 5      | Frankreich | –    | –      | 1      | 1      |
| 5      | Guatemala  | –    | –      | 1      | 1      |
| 5      | Litauen    | –    | –      | 1      | 1      |
| 5      | Mexiko     | –    | –      | 1      | 1      |
| 5      | Tschechien | –    | –      | 1      | 1      |
| Gesamt | Gesamt     | 7    | 7      | 7      | 21     |